# جنبش ۶-پوینت

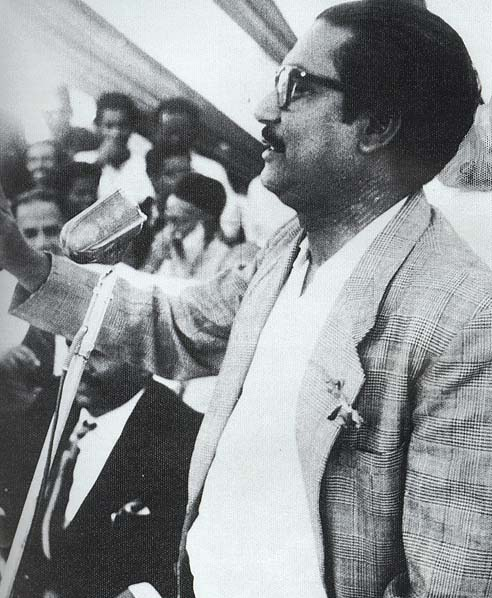
شیخ مجیب الرحمان در گردهمایی جنبش در لاهور

جنبش سیکس پوینت یا شش نکته نهضتی سیاسی و فرهنگی در پاکستان شرقی به رهبری شیخ مجیب الرحمان بود که خواهان خودمختاری بیشتر برای ناحیهٔ مذکور بود. جنبش نامبرده شش خواستهٔ اصلی داشت که احزاب متحد را ملتزم به در دستور کار قرار دادن آن می‌دانست. جنبش در ۱۹۶۶به وجود آمد و تا پایان استقلال بنگلادش از پاکستان غربی ادامه داشت.